# 學習內容管理系統
學習內容管理系統（Learning Content Management System，簡稱 LCMS），是一種以教學用途為導向的內容管理系統，其特色說明如下：
1. 教材內容以XML表示或是直接以XML格式儲存。
2. 教材內容依其XML 標籤來做進階的搜尋功能。
3. 以學習物件(Learning Object)為基礎之系統架構。
4. 教材內容可以讓不同的課程再重複使用。
5. 教材內容和教材樣板分離，同樣的教材在配合上不同的教材樣板能有不同的呈現方式。
6. 所有教材內容統一存放在素材庫(repository)。
7. 前測(Pre-test)及後測(Post-test)之試題能自動依教授之內容而組成，此外，系統能依學員之答題表現來決定下個試題之難易度。
8. 進階的搜尋功能以快速準確地在教材庫中找出所需之教材。

數位學習與內容管理得以整合，是因為數位學習標準SCORM 與LCMS 都是使用XML語法，且統一依照LOM 標準描述，
使得任何一個儲存在LCMS 的學習物件都能被快速、精確地檢索到，並且重新整合成不同的課程。